# Essendon Football Club
Essendon Football Club, apodados the Bombers, es un equipo de fútbol australiano profesional, que juega en la Australian Football League. Su sede se encuentra en el suburbio de Essendon en Melbourne, y juega en el Etihad Stadium.
Los bombarderos son, junto con Carlton, el equipo más exitoso de la liga con 16 campeonatos, y rivaliza en número de aficionados con otros clubes como Collingwood.

## Historia
El equipo nace en 1872, aunque sus orígenes son desconocidos. Su primer partido oficial fue en junio de 1873 ante Carlton, y en 1877 pasa a ser uno de los fundadores de la Victorian Football Association. Con cuatro torneos consecutivos a lo largo de esa época, en 1897 pasa a formar parte de la recién creada Victorian Football League, ganando la temporada inaugural. Para diferenciarse de la otra franquicia de Essendon que permaneció en la VFA, el apodo que adoptaron en aquella época fue el de Same Olds (traducible como los originales o los mismos), y durante la Segunda Guerra Mundial pasaron a llamarse Bombers (traducible como bombarderos) debido a su cercanía con el aeródromo de Essendon. Hasta 1924 lograrían seis títulos.
Tras la guerra, el equipo volvió a ser una de las potencias más destacables de la VFL, con tres títulos en cinco años. Desde 1933 hasta 1960 los Bombers contarían con uno de los mejores jugadores de la historia de la franquicia, Dick Reynolds, quien lideró a la formación primero como jugador y, hasta 1960, como técnico. Tras su marcha el equipo no se recuperó hasta la década de 1980 con Kevin Sheedy como entrenador y dos campeonatos consecutivos en 1984 y 1985. Sheedy permaneció en el club como técnico hasta 2007, ganando cuatro títulos (el último en 2000) y logrando su clasificación para las fases finales en múltiples ocasiones.
En la actualidad, el equipo atraviesa un cambio generacional y trata de volver a lograr su clasificación a los playoff por el título.

## Estadio
Essendon disputa sus partidos como local en Etihad Stadium, con capacidad para 56.000 espectadores. Los Bombers cuentan además en su suburbio con un campo propio llamado Windy Hill, que si bien fue el estadio oficial del equipo hasta 1991, en la actualidad se utiliza solo como hogar administrativo e instalación de entrenamiento.

## Palmarés
- VFL/AFL: 16 (1897, 1901, 1911, 1912, 1923, 1924, 1942, 1946, 1949, 1950, 1962, 1965, 1984, 1985, 1993, 2000)
- Victorian Football Association: 4 (1891, 1892, 1893, 1894)
- Trofeo McClelland: 8 (1951, 1953, 1957, 1968, 1990, 1993, 1999, 2000, 2001)
- Liga regular: 17 (1898, 1911, 1923, 1924, 1942, 1946, 1948, 1950, 1962, 1968, 1984, 1985, 1990, 1993, 1999, 2000, 2001)

## Curiosidades
- Steve Irwin fue, hasta su muerte, uno de los hinchas más conocidos de los Bombers.